# Кримплен
Кримпле́н — легкостирающаяся и немнущаяся ткань из синтетического волокна. Используется для шитья верхней одежды. Также кримпленом называют полиэфирные синтетические нити и полотна, созданные на их основе.
Название произошло от названия долины Кримпл, в которой располагалась лаборатория компании ICI, в которой он был разработан.
Родиной кримплена считается Великобритания, именно там этот вид ткани был запатентован в 1946 году.

## Изготовление
Синтетические нити для кримплена разрабатывают из текстурированного полиэфира, обычно лавсана. Метод ложной крутки и повторная термообработка придают нитям объёмность и мягкость, создавая эффект шерсти. Сам материал, благодаря высокой химической стабильности, обладает благоприятными гигиеническими и физическими свойствами, в частности не выделяет вредных веществ, обеспечивает теплозащиту и воздухопроницаемость.

## Использование
В СССР в 1949 году был создан аналог кримплена под названием лавсан; первоначально использовался только в оборонной промышленности.
Пик популярности кримплена в СССР пришёлся на середину 1970-х годов. Позже он уступил смесовым тканям, которые по характеристикам ближе к натуральным тканям.
Помимо верхней одежды, кримплен находит применение при изготовлении купальных костюмов. Полученные изделия обладают высокой эластичностью и не стесняют движений. Недостатками материала являются высокая водопроницаемость и продолжительное время высыхания.